# Молино-деи-Торти
Молино-деи-Торти (итал. Molino dei Torti) — коммуна в Италии, располагается в регионе Пьемонт, в провинции Алессандрия.
Население составляет 701 человек (2008 г.), плотность населения составляет 256 чел./км². Занимает площадь 3 км². Почтовый индекс — 15050. Телефонный код — 0131.
Покровителем населённого пункта считается святой Рох.

## Демография
Динамика населения:

## Администрация коммуны
- Официальный сайт: